# رود لیزوفکا
رود لیزوفکا (انگلیسی: Lyzovka) یک رودخانه در سرزمین پرم کشور روسیه است.